# アンナ・ディ・サヴォイア (東ローマ皇后)
アンナ・ディ・サヴォイア（1306年 - 1365年）は、東ローマ帝国皇帝アンドロニコス3世パレオロゴスの2番目の皇后。元の名はジョヴァンナ（Giovanna）。1341年から1347年まで、息子ヨハネス5世が幼年の間摂政をつとめ、「アウグスタ」および「アウトクラテイラ」の称号を用いた。東ローマ帝国においては、アンドロニコス3世との結婚によりアンナ・パレオロギナと呼ばれた。

## 生涯

### 結婚
アンナはサヴォイア伯アメデーオ5世とその2番目の妃マリー・ド・ブラバンの娘である。1325年9月にアンドロニコス3世パレオロゴスと婚約したが、その間にアンドロニコス3世は父方の祖父アンドロニコス2世パレオロゴスとの内戦に巻き込まれた。
結婚式は1326年10月に行われた。アンナは正教会に改宗し、この時にアンナと改名した。1328年、アンドロニコス3世はコンスタンティノープルに入り、祖父アンドロニコス2世を廃位した。

### 摂政として
1341年6月14日または15日に夫アンドロニコス3世が死去した。息子ヨハネス5世が帝位を継承したが、9歳の誕生日の3日前のことであった。そのため、アンナが摂政となった。アンドロニコス3世は相談相手であったヨハネス・カンタクゼノスに統治を任せていたが、アンナはカンタクゼノスを信用していなかった。
同じころ、セルビア皇帝ステファン・ウロシュ4世ドゥシャンがトラキア北部への侵略を開始した。カンタクゼノスは地域の秩序を回復させるためコンスタンティノープルを発った。カンタクゼノスが不在の間に、コンスタンティノープル総主教ヨハネス14世カレカスと廷臣アレクシオス・アポカウコスはカンタクゼノスは敵であるとアンナを説得した。アンナはカンタクゼノスを国家の敵であると宣言し、アポカウコスにコンスタンティノープルの首都長官の地位を与えた。
カンタクゼノスは東ローマ帝国軍の一部を従えていた。1341年10月26日、カンタクゼノスはディデュモテイコンにおいて自らの皇帝即位を宣言した（ヨハネス6世カンタクゼノス）。これにより内乱が勃発し、1347年まで続いた。ブルガリア皇帝イヴァン・アレクサンダルがヨハネス5世およびアンナの一派と同盟を結んだのに対し、セルビア皇帝ステファン・ウロシュ4世はヨハネス6世側を支援した。両者とも、実際には内戦を自分たちの政治的および領土的利益のために利用していた。やがてヨハネス6世は新生オスマン帝国の皇帝オルハンと同盟を結ぶこととなる。
同じころ、アンナは西ヨーロッパからの支援を得ようとしていた。1343年夏、アンナの使者はアヴィニョンローマ教皇クレメンス6世に対し忠誠を誓った。1343年8月、アンナは戦争資金を得るため、東ローマ帝国帝冠の宝石を30,000ドゥカートでヴェネツィア共和国に質入れした。しかし最終的にアンナらは敗北を喫した。
1347年2月3日、両陣営は合意に達した。ヨハネス6世が正帝として認められ、ヨハネス5世はその共同統治者となった。また、この合意にはヨハネス5世と、ヨハネス6世の娘ヘレネー・カンタクゼネとの結婚も含まれていた。ヨハネス6世はコンスタンティノープルに入り、都市を実効支配した。

### 晩年
1351年、アンナはコンスタンティノープルを去りテッサロニキに向かった。アンナはそこで自身の宮廷を持ち、自身の名で布告を出し、造幣所も管理した。アンナはエイレーネ・ディ・モンフェラートに続き、テッサロニキに自身の宮廷を開いた2人目の東ローマ皇帝であった。テッサロニキにおけるアンナの支配は1365年ごろまで続いた。
記録に残るアンナの最後の公的な活動は、アイイ・アナルギリ（ギリシャ語：Άγιοι Ανάργυροι、廉施者の意）を記念した修道院への寄付であった。アイイ・アナルギリは聖コスマスと聖ダミアノスのことであり、2人は無料で医療を施したといわれている。アイイ・アナルギリを信じる者たちは通常癒しを祈る者たちであり、この寄付はアンナの健康状態が悪く治癒を望んでいたことを示しているとも考えられる。しばらく後にアンナは修道女となり、「アナスタシア」の名で1365年ごろに死去した。

## 子女
- マリア（1327年 - 1356年以降） - エイレーネーと改名、ブルガリア共治帝ミハイル・アセン（英語版）と結婚[6]
- ヨハネス5世（1332年 - 1391年）[6] - 東ローマ皇帝
- ミカエル（1337年 - 1370年以前）[8] - 専制公。1351/2年にセルビア皇帝ステファン・ウロシュ4世ドゥシャンの宮廷に入った。
- エイレーネー（1384年8月6日没） - マリアと改名、レスボス島領主フランチェスコ1世・ガッティルシオ（英語版）と結婚[8]